# Коттлсвілл
Коттлсвілл (англ. Cottlesville) — містечко в Канаді, у провінції Ньюфаундленд і Лабрадор.

## Населення
За даними перепису 2016 року, містечко нараховувало 271 особу, показавши скорочення на 0,4%, порівняно з 2011-м роком. Середня густина населення становила 24,3 осіб/км².
З офіційних мов обидвома одночасно володіли 5 жителів, тільки англійською — 265.
Працездатне населення становило 40,5% усього населення, рівень безробіття — 29,4% (21,4% серед чоловіків та 50% серед жінок). 100% осіб були найманими працівниками, а 11,8% — самозайнятими.

## Клімат
Середня річна температура становить 3,9°C, середня максимальна – 19,2°C, а середня мінімальна – -12,5°C. Середня річна кількість опадів – 1 079 мм.
| Клімат поселення                              | Клімат поселення | Клімат поселення | Клімат поселення | Клімат поселення | Клімат поселення | Клімат поселення | Клімат поселення | Клімат поселення | Клімат поселення | Клімат поселення | Клімат поселення | Клімат поселення | Клімат поселення |
| Показник                                      | Січ.             | Лют.             | Бер.             | Квіт.            | Трав.            | Черв.            | Лип.             | Серп.            | Вер.             | Жовт.            | Лист.            | Груд.            |                  |
| Середній максимум, °C                         | −2,21            | −2,55            | 1,02             | 6,29             | 10,93            | 15,72            | 19,18            | 18,84            | 14,76            | 9,56             | 4,86             | −0,54            |                  |
| Середня температура, °C                       | −7,16            | −7,51            | −3,92            | 1,36             | 5,99             | 10,78            | 15,88            | 15,53            | 11,46            | 6,25             | 1,55             | −3,86            |                  |
| Середній мінімум, °C                          | −12,11           | −12,45           | −8,87            | −3,6             | 1,06             | 5,83             | 12,57            | 12,23            | 8,16             | 2,96             | −1,76            | −7,16            |                  |
| Норма опадів, мм                              | 91               | 85               | 85               | 76               | 79               | 84               | 84               | 103              | 100              | 101              | 98               | 93               |                  |
| Середньомісячна швидкість вітру, м/с          | 6.60             | 6.28             | 6.10             | 5.70             | 5.21             | 4.98             | 4.60             | 4.78             | 5.28             | 5.84             | 6.38             | 6.70             |                  |
| Середньомісячна сонячна радіація, кДж/м²·день | 3525             | 6456             | 10617            | 14335            | 17355            | 19097            | 18864            | 15732            | 11526            | 6778             | 3766             | 2700             |                  |
| --------------------------------------------- | ---------------- | ---------------- | ---------------- | ---------------- | ---------------- | ---------------- | ---------------- | ---------------- | ---------------- | ---------------- | ---------------- | ---------------- | ---------------- |
| Джерело:                                      |                  |                  |                  |                  |                  |                  |                  |                  |                  |                  |                  |                  |                  |